# Most (Chorwacja)
Most (chorw. Most) – chorwacka partia polityczna. Do 2020 funkcjonowała pod nazwą Most Niezależnych List (chorw. Most nezavisnih lista).

## Historia
Most powstał w 2012, deklarując się jako platforma polityczna dla osób dotąd niezaangażowanych w działalność polityczną. Na jego czele stanął Božo Petrov. Początkowo ugrupowanie miało charakter lokalny – wystartowało w 2013 w wyborach samorządowych. Jego lider został wybrany na burmistrza miasta Metković, a ugrupowanie z wynikiem blisko 10% głosów zajęło trzecie miejsce w wyborach do rady żupanii dubrownicko-neretwiańskiej.
W 2014 Božo Petrov zadeklarował zorganizowanie ogólnokrajowego komitetu wyborczego, mającego stanowić alternatywę dla dwóch głównych chorwackich ugrupowań – SDP i HDZ. W wyborach w 2015 Most zajął trzecie miejsce za opozycyjną centroprawicą i rządzącą centrolewicą, wprowadzając 19 swoich przedstawicieli do liczącego 151 deputowanych Zgromadzenia Chorwackiego VIII kadencji.
Most stał się ugrupowaniem decydującym o kształcie przyszłej koalicji rządowej. Jednocześnie doszło w jego ramach do sporów – wkrótce po wyborach został z niego wykluczony Drago Prgomet za prowadzenie bez wiedzy władz partii negocjacji z socjaldemokratycznym premierem Zoranem Milanoviciem. Ostatecznie Most porozumiał się z centroprawicową koalicją skupioną wokół Chorwackiej Wspólnoty Demokratycznej, wysuwając kandydaturę Tihomira Oreškovicia na premiera, a następnie współtworząc jego gabinet zaaprobowany przez parlament 22 stycznia 2016.
W przedterminowych wyborach w 2016 Most dostał 9,8% głosów, co przełożyło się na 13 mandatów w nowym parlamencie. 19 października 2016 partia wraz z HDZ utworzyła koalicyjny rząd Andreja Plenkovicia. W kwietniu 2017 po rozpadzie koalicji ministrowie rekomendowani przez Most zostali odwołani. W wyborach w 2020 ugrupowanie otrzymało 7,4% głosów, wprowadzając 8 deputowanych do Zgromadzenia Chorwackiego kolejnej kadencji. W 2024 skupioną wokół ugrupowania koalicję poparło 8,0% głosujących, co przełożyło się na 11 mandatów poselskich. W styczniu 2025 ugrupowanie przystąpiło do Partii Europejskich Konserwatystów i Reformatorów.